# Hans Beck-Friis

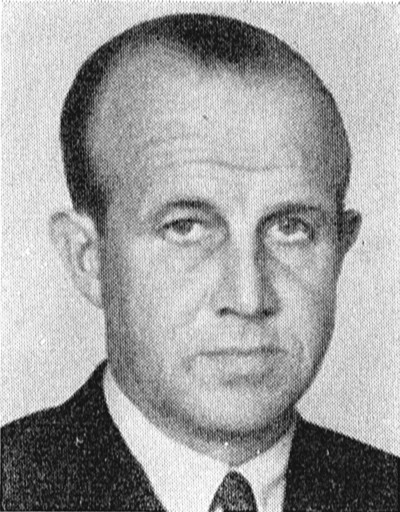
Hans Beck-Friis

Hans Gustaf Beck-Friis, född 31 december 1893 i Jäders socken, Södermanlands län, död 23 april 1982, var en svensk friherre och diplomat.
Efter att Beck-Friis avlagt juris kandidatexamen 1918 blev han attaché vid Utrikesdepartementet, där han avancerade till utrikesråd och därefter chef för dess politiska avdelning 1931. År 1939 utnämndes Beck-Friis till svensk envoyé i Bern och därtill ständig svensk representant vid Nationernas Förbund. År 1940 förflyttades han till Rom och två år därefter till Helsingfors. År 1947 utnämnd till kabinettssekreterare blev han 1949 efterträdd av Dag Hammarskjöld då han själv fick tjänsten som ambassadör i Köpenhamn.
Vid sidan av sin diplomatiska karriär var Hans Beck-Friis en framstående golfspelare och deltog i SM 1916, och de Skandinaviska Mästerskapen 1916-1918.
Hans Beck-Friis var son till greve Corfitz Beck-Friis och Ebba Reenstierna. Han gifte sig 1920 med grevinnan Margaretha Oxenstierna (född 1896), dotter till översten, greve Erik Oxenstierna och Siri Wallenberg.

## Utmärkelser

### Svenska utmärkelser
- Kommendör med stora korset av Nordstjärneorden, 6 juni 1946.[1]
- Kommendör av första klass av Nordstjärneorden, 6 juni 1939.[2]
- Kommendör av Nordstjärneorden, 6 juni 1935.[2]
- Riddare av Nordstjärneorden, 6 juni 1932.[2]

### Utländska utmärkelser
- Riddare av Belgiska Leopoldsorden, senast 1925.[3]
- Storkorset av Belgiska Kronorden, senast 1950.[4]
- Storofficer av Belgiska Kronorden, senast 1940.[5]
- Storkorset av Belgiska Leopold II:s orden, senast 1947.[6]
- Storkorset av Danska Dannebrogorden, senast 1950.[4]
- Kommendör av första graden Danska Dannebrogorden, senast 1940.[5]
- Storkorset av Finlands Vita Ros’ orden, senast 1950.[4]
- Kommendör av första klassen av Finlands Vita Ros’ orden, senast 1940.[5]
- Riddare av första klassen av Finlands Vita Ros’ orden, senast 1931.[7]
- Storkorset av Italienska Romerska Örnensorden, senast 1945.[8]
- Officer av Lettiska Tre Stjärnors orden, senast 1931.[7]
- Storkorset av andra klassen av Mexikanska Aztekiska Örnorden, senast 1947.[6]
- Storkorset av Nederländska Oranien-Nassauorden, senast 1947.[6]
- Kommendör av Polska Polonia Restituta, senast 1931.[7]
- Storofficer av Portugisiska Kristusorden, senast 1940.[5]
- Riddare av Spanska Karl III:s orden, senast 1931.[7]
- Storofficer av Tyska örnens orden, senast 1940.[5]
- Storkorset av Ungerska republikens förtjänstorden, senast 1950.[4]